# Carlo Ciccioli
Carlo Ciccioli (Ancona, 19 novembre 1952) è un politico e medico italiano, europarlamentare dal 2024.

## Biografia
Laureato in medicina e chirurgia, si è specializzato in psichiatria, criminologia clinica e neurologia.

## Carriera politica
Nel 1970 aderisce al Movimento Sociale Italiano (MSI), entrando contemporaneamente a far parte sia del Fronte della Gioventù (l'organizzazione giovanile del MSI) che del Fronte universitario d'azione nazionale (l'organizzazione universitaria del MSI).
Nel 1976 diviene componente del Comitato Centrale del MSI e successivamente entra a far parte della Direzione Nazionale dello stesso partito.
Nel 1979 viene eletto consigliere comunale di Ancona prima per MSI-DN e poi per Alleanza Nazionale, venendo più volte riconfermato.
Nel 1985 è eletto Consigliere regionale delle Marche per il Movimento Sociale Italiano. Rieletto nell'Assemblea regionale nel 1995 per Alleanza Nazionale, con il più alto numero di preferenze in assoluto nelle Marche, viene nominato Vice Presidente del Consiglio regionale ed in seguito Consigliere segretario dell'Ufficio di Presidenza.
Nel 2000 e nel 2005 viene riconfermato consigliere regionale, diventa capogruppo di Alleanza Nazionale al Consiglio Regionale delle Marche.
Nel 2002 è nominato Coordinatore regionale di Alleanza Nazionale.
Nel 2006 è eletto alla Camera dei deputati per Alleanza Nazionale, poi rieletto nel 2008 per il Popolo della Libertà, diventa Vice Presidente della Commissione parlamentare Affari Sociali e Sanità.
Nel 2012 è tra i promotori di Fratelli d'Italia a cui aderisce. Nel 2013 si candida alle elezioni politiche, ma non scatta il seggio nelle Marche e dunque non viene eletto.
È portavoce regionale delle Marche per Fratelli d'Italia.
Si candida alle elezioni regionali marchigiane del 2015, ma non sarà eletto. Verrà invece eletto alle regionali del 2020 e verrà nominato capogruppo di Fratelli d'Italia.
Nel febbraio 2021 suscitano polemiche le sue dichiarazioni in aula su una proposta di legge legata al tema della famiglia.
Nel maggio del 2024, in vista delle elezioni europee, Ciccioli viene candidato da Fratelli d'Italia nella circoscrizione Italia centrale.
Verrà eletto con oltre 50.600 preferenze.

## Carriera professionale
Dopo la maturità scientifica, si laurea in medicina e chirurgia all'Università degli Studi di Ancona. Nel 1984 si specializza in psichiatria, successivamente nel 1988 presso l'Università degli Studi di Chieti in criminologia clinica e psichiatria Forense e poi nel 1992 in neurologia.
Ha frequentato per alcuni anni la Scuola di Formazione in psicoterapia e supervisione ad indirizzo analitico a Venezia con il prof. Salomon Resnik.
Dal 1987 prima Assistente e poi Aiuto della Clinica Psichiatrica dell'Università di Ancona. Nel 1991 inizia ad organizzare il Servizio Tossicodipendenze della U.S.L. di Ancona, il SERT, e dal '93 al '95 dirige lo specifico reparto presso l'Ospedale regionale Umberto I, diventandone primario.
È stato consulente tecnico d'Ufficio dei Tribunali e delle Procure di Ancona, Pesaro, Camerino, Napoli e della Repubblica di S. Marino per numerose perizie psichiatriche.
Ha pubblicato numerosi articoli ed è stato relatore a convegni e congressi medici oltre che docente a contratto di Psichiatria Forense dell'Università di Ancona.
Nell'ambito dell'attività presso il Dipartimento di Salute mentale e il Servizio delle Tossicodipendenze ha collaborato attivamente con le associazioni di volontariato, in particolare con le Comunità terapeutiche per il disagio psichico come la Lahuen di Orvieto, di cui è stato anche sostenitore, la Reverie di Roma nonché  le Comunità per le Tossicodipendenze Incontro di Don Gelmini, di San Patrignano di Rimini, la “Pars” di Corridonia (MC), l'A.v.a.p. di Pesaro, il “Centro di ascolto” di Ancona e tante altre.
Ha inoltre partecipato come docente a numerosi corsi di formazione per il volontariato sociosanitario ed in particolare a quelli dell'Avuls.
Si è occupato in particolare del disagio psichico legato alla tossicodipendenza, fra i primi ad individuare la necessità di arrivare alla definizione di protocolli terapeutici per la doppia diagnosi (comorbilità fra disturbo psichico e condotta tossicomanica) che successivamente sono stati adottati dal Ministero della Salute e da tutte le strutture per il recupero dei tossicodipendenti.
Dal marzo 2013 è rientrato in servizio come direttore del Dipartimento Dipendenze Patologiche di Ancona.

## Procedimenti giudiziari
Il 25 dicembre 1974, mentre faceva parte del Fronte della Gioventù, al termine di una colluttazione con alcuni coetanei appartenenti ad un movimento extraparlamentare di sinistra, spara cinque colpi con una pistola caricata a grandi piombini, ferendo alla gamba uno degli avversari. Imputato di contusione aggravata con arma da fuoco, viene successivamente amnistiato.